# Марселіно Нуньєс
Марселі́но Ігна́сіо Ну́ньєс Еспіно́са (ісп. Marcelino Ignacio Nuñez Espinoza; нар. 1 березня 2000, Реколета) — чилійський футболіст, півзахисник англійського клубу «Норвіч Сіті» та збірної Чилі.

## Клубна кар'єра

### «Універсідад Католіка»
Вихованець клубу «Універсідад Католіка», до структури якого приєднався 2014 року. 22 лютого 2020 року дебютував за основний склад команди у матчі Прімери Дивізіону проти «Депортес Ікіке», вийшовши на заміну Сесару Пінаресу. 3 березня 2020 року у матчі проти бразильського клубу «Інтернасьйонал» дебютував у Кубку Лібертадорес. Свій перший гол у професіональній кар'єрі забив 10 березня у матчі Кубка Лібертадорес проти колумбійського «Америка де Калі». 4 січня 2021 року забий свій перший гол у Прімері у ворота «Уачипато». 21 березня став володарем Суперкубка Чилі 2020 року, відзначившись також забитим м'ячем у матчі проти «Коло-Коло». Усього у дебютному сезоні провів 20 матчів, забив 2 голи і став гравцем основного складу команди. Також допоміг своєму клубу здобути третє чемпіонство поспіль.
8 серпня 2021 року забив перший гол в сезоні 2021 року в поєдинку Прімери проти «Ла-Серени». 23 серпня у матчі чемпіонату проти «Евертона» відзначився дублем. У підсумку провів 36 матчів і забив 6 голів у сезоні 2021, ставши чемпіоном Чилі та володарем Суперкубка.

### «Норвіч Сіті»
2 серпня 2022 року перейшов в англійській клуб «Норвіч Сіті», уклавши контракт до 2026 року. Став першим чилійцем в історії клубу. 6 серпня дебютував за «Норвіч Сіті», вийшовши у стартовому складі матчу Чемпіоншипу проти «Вігана». 13 серпня у матчі Чемпіоншипу проти «Галл Сіті» забив свій перший гол за клуб. 21 лютого 2023 зробив дубль в матчі Чемпіоншипу проти клубу «Бірмінгем Сіті». Перший з цих м'ячів, забитий дальнім ударом з 25 метрів, був визнаний голом місяця в Чемпіоншипі за лютий 2023 року. Всього у своєму дебютному сезоні за «Норвіч Сіті» провів 39 матчів і забив 3 голи.
24 лютого 2024 року відзначився першим голом у сезоні 2023–24 у матчі чемпіонату проти клубу «Блекберн Роверз». 29 грудня 2024 року поєдинок Чемпіоншипу проти клубу «Квінз Парк Рейнджерс» став ювілейним, 100-им, в складі «Норвіч Сіті». 8 квітня 2025 року в матчі проти «Сандерленда» провів свою 100-ту зустріч в Чемпіоншипі.

## Кар'єра в збірній
У березні 2021 року вперше був викликаний до тренувального табору збірної Чилі. 10 червня 2021 року потрапив в офіційну заявку збірної Чилі для участі в матчах фінальної частини Кубка Америки 2021 року, але на турнірі не провів жодного матчу. 10 вересня дебютував за збірну Чилі у матчі відбіркового турніру до чемпіонату світу 2022 року проти збірної Колумбії, замінивши Клаудіо Баесу. 1 лютого 2022 року забив свій перший гол за збірну Чилі у матчі відбіркового турніру до чемпіонату світу 2022 проти збірної Болівії.
12 червня 2023 року у товариському матчі проти збірної Куби відзначився дублемі. 17 жовтня у матчі відбіркового турніру до чемпіонату світу 2026 року проти збірної Венесуели уперше був вилучений з поля у поєдинку за збірну Чилі. 
13 червня 2024 року включений в офіційну заявку збірної Чилі для участі в матчах фінальної частини Кубку Америки 2024 в США. На турнірі зіграв у всіх матчах групового етапу проти збірних Перу, Аргентини і Канади, а чилійці не вийшли з групи, посівши 3-тє місце.

## Статистика виступів

### Клубна статистика
Станом на 3 травня 2025
| Клуб                 | Сезон             | Чемпіонат         | Чемпіонат | Чемпіонат | Кубок | Кубок | Кубок ліги | Кубок ліги | Континентальні | Континентальні | Інші  | Інші | Всього | Всього |
| Клуб                 | Сезон             | Дивізіон          | Матчі     | Голи      | Матчі | Голи  | Матчі      | Голи       | Матчі          | Голи           | Матчі | Голи | Матчі  | Голи   |
| -------------------- | ----------------- | ----------------- | --------- | --------- | ----- | ----- | ---------- | ---------- | -------------- | -------------- | ----- | ---- | ------ | ------ |
| Універсідад Католіка | 2020              | Прімера Дивізіон  | 20        | 2         | —     | —     | —          | —          | 4              | 1              | 1     | 1    | 25     | 4      |
| Універсідад Католіка | 2021              | Прімера Дивізіон  | 28        | 6         | —     | —     | —          | —          | 7              | 0              | 1     | 0    | 36     | 6      |
| Універсідад Католіка | 2022              | Прімера Дивізіон  | 16        | 0         | 1     | 1     | —          | —          | 5              | 1              | 1     | 0    | 23     | 2      |
| Універсідад Католіка | Всього            | Всього            | 64        | 8         | 1     | 1     | 0          | 0          | 16             | 2              | 3     | 1    | 84     | 12     |
| Норвіч Сіті          | 2022–23           | Чемпіоншип        | 37        | 3         | 1     | 0     | 1          | 0          | —              | —              | —     | —    | 39     | 3      |
| Норвіч Сіті          | 2023–24           | Чемпіоншип        | 36        | 2         | 2     | 0     | 2          | 0          | —              | —              | 2     | 0    | 42     | 2      |
| Норвіч Сіті          | 2024–25           | Чемпіоншип        | 32        | 6         | 1     | 0     | 2          | 0          | —              | —              | 0     | 0    | 35     | 6      |
| Норвіч Сіті          | Всього            | Всього            | 105       | 11        | 4     | 0     | 5          | 0          | —              | —              | 2     | 0    | 116    | 11     |
| Всього за кар'єру    | Всього за кар'єру | Всього за кар'єру | 169       | 18        | 5     | 1     | 5          | 0          | 16             | 2              | 5     | 1    | 200    | 23     |

1. ↑  Кубок Чилі, Кубок Англії
2. ↑  Кубок Футбольної ліги
3. ↑  3 матчі у Кубку Лібертадорес, 1 у Південноамериканського кубку
4. 1 2 3  Матчі у Суперкубку Чилі
5. ↑  Матчі у Кубку Лібертадорес
6. ↑  3 матчі у Кубку Лібертадорес, 2 Південноамериканського кубку
7. ↑  Матчі в плей-оф Чемпіоншипу

### Міжнародна статистика
Станом на 10 червня 2025
| Збірна            | Сезон             | Товариські | Товариські | Офіційні | Офіційні | Всього | Всього |
| Збірна            | Сезон             | Ігри       | Голи       | Ігри     | Голи     | Ігри   | Голи   |
| ----------------- | ----------------- | ---------- | ---------- | -------- | -------- | ------ | ------ |
| Чилі              |                   |            |            |          |          |        |        |
| 2021              | 2                 | 0          | 5          | 0        | 7        | 0      |        |
| 2022              | 5                 | 1          | 2          | 0        | 7        | 1      |        |
| 2023              | 4                 | 2          | 4          | 1        | 8        | 3      |        |
| 2024              | 3                 | 1          | 4          | 0        | 7        | 1      |        |
| 2025              | 0                 | 0          | 2          | 0        | 2        | 0      |        |
| Всього за кар'єру | Всього за кар'єру | 14         | 4          | 17       | 1        | 31     | 5      |

### Матчі за збірну
Станом на 10 червня 2025
| Матчі Марселіно Нуньєса за збірну Чилі | Матчі Марселіно Нуньєса за збірну Чилі | Матчі Марселіно Нуньєса за збірну Чилі | Матчі Марселіно Нуньєса за збірну Чилі | Матчі Марселіно Нуньєса за збірну Чилі | Матчі Марселіно Нуньєса за збірну Чилі | Матчі Марселіно Нуньєса за збірну Чилі | Матчі Марселіно Нуньєса за збірну Чилі |
| №                                      | Дата                                   | Суперник                               | Рахунок                                | Голи                                   | Картки                                 | Хвилини                                | Змагання                               |
| -------------------------------------- | -------------------------------------- | -------------------------------------- | -------------------------------------- | -------------------------------------- | -------------------------------------- | -------------------------------------- | -------------------------------------- |
| 1                                      | 10 вересня 2021                        | Колумбія                               | 1–3                                    |                                        |                                        | 45'                                    | Відбіркові матчі ЧС-2022               |
| 2                                      | 8 жовтня 2021                          | Перу                                   | 0–2                                    |                                        |                                        | 45'                                    | Відбіркові матчі ЧС-2022               |
| 3                                      | 11 жовтня 2021                         | Парагвай                               | 2–0                                    |                                        |                                        | 1'                                     | Відбіркові матчі ЧС-2022               |
| 4                                      | 12 листопада 2021                      | Парагвай                               | 1–0                                    |                                        |                                        | 90'                                    | Відбіркові матчі ЧС-2022               |
| 5                                      | 17 листопада 2021                      | Еквадор                                | 0–2                                    |                                        |                                        | 53'                                    | Відбіркові матчі ЧС-2022               |
| 6                                      | 9 грудня 2022                          | Мексика                                | 2–2                                    |                                        | 30'                                    | 45'                                    | Товариський матч                       |
| 7                                      | 12 грудня 2022                         | Сальвадор                              | 1–0                                    |                                        |                                        | 16'                                    | Товариський матч                       |
| 8                                      | 28 січня 2022                          | Аргентина                              | 1–2                                    |                                        |                                        | 60'                                    | Відбіркові матчі ЧС-2022               |
| 9                                      | 1 лютого 2022                          | Болівія                                | 3–2                                    | 1                                      |                                        | 87'                                    | Відбіркові матчі ЧС-2022               |
| 10                                     | 6 червня 2022                          | Південна Корея                         | 0–2                                    |                                        |                                        | 68'                                    | Товариський матч                       |
| 11                                     | 23 вересня 2022                        | Марокко                                | 0–2                                    |                                        |                                        | 45'                                    | Товариський матч                       |
| 12                                     | 27 вересня 2022                        | Катар                                  | 2–2                                    |                                        |                                        | 70'                                    | Товариський матч                       |
| 13                                     | 16 листопада 2022                      | Польща                                 | 0–1                                    |                                        | 50'                                    | 90'                                    | Товариський матч                       |
| 14                                     | 20 листопада 2022                      | Словаччина                             | 0–0                                    |                                        |                                        | 90'                                    | Товариський матч                       |
| 15                                     | 28 березня 2023                        | Парагвай                               | 3–2                                    |                                        | 70'                                    | 72'                                    | Товариський матч                       |
| 16                                     | 12 червня 2023                         | Куба                                   | 3–0                                    | 2                                      |                                        | 81'                                    | Товариський матч                       |
| 17                                     | 17 червня 2023                         | Домініканська Республіка               | 5–0                                    |                                        |                                        | 69'                                    | Товариський матч                       |
| 18                                     | 21 червня 2023                         | Болівія                                | 0–0                                    |                                        |                                        | 13'                                    | Товариський матч                       |
| 19                                     | 9 вересня 2023                         | Уругвай                                | 1–3                                    |                                        | 78'                                    | 90'                                    | Відбіркові матчі ЧС-2026               |
| 20                                     | 13 жовтня 2023                         | Перу                                   | 2–0                                    | 1                                      |                                        | 1'                                     | Відбіркові матчі ЧС-2026               |
| 21                                     | 17 жовтня 2023                         | Венесуела                              | 0–3                                    |                                        | 59', 59'                               | 14'                                    | Відбіркові матчі ЧС-2026               |
| 22                                     | 21 листопада 2023                      | Еквадор                                | 0–1                                    |                                        |                                        | 79'                                    | Відбіркові матчі ЧС-2026               |
| 23                                     | 22 березня 2024                        | Албанія                                | 3–0                                    |                                        |                                        | 72'                                    | Товариський матч                       |
| 24                                     | 26 березня 2024                        | Франція                                | 2–3                                    | 1                                      |                                        | 88'                                    | Товариський матч                       |
| 25                                     | 12 червня 2024                         | Парагвай                               | 3–0                                    |                                        |                                        | 90'                                    | Товариський матч                       |
| 26                                     | 22 червня 2024                         | Перу                                   | 0–0                                    |                                        |                                        | 85'                                    | Фінальні матчі КА-2024                 |
| 27                                     | 26 червня 2024                         | Аргентина                              | 0–1                                    |                                        |                                        | 14'                                    | Фінальні матчі КА-2024                 |
| 28                                     | 30 червня 2024                         | Канада                                 | 0–0                                    |                                        |                                        | 45'                                    | Фінальні матчі КА-2024                 |
| 29                                     | 6 вересня 2024                         | Аргентина                              | 0–3                                    |                                        |                                        | 61'                                    | Відбіркові матчі ЧС-2026               |
| 30                                     | 6 червня 2025                          | Аргентина                              | 0–1                                    |                                        |                                        | 3'                                     | Відбіркові матчі ЧС-2026               |
| 31                                     | 9 червня 2025                          | Болівія                                | 0–2                                    |                                        |                                        | 19'                                    | Відбіркові матчі ЧС-2026               |

Всього: 31 матч / 5 голів; 10 перемог, 6 нічиїх, 15 поразок.

## Досягнення
«Універсідад Католіка»
- Чемпіон Чилі (2): 2020, 2021
- Володар Суперкубка Чилі (2): 2020, 2021

Особисті досягнення
- Гол місяця в Чемпіоншипі: лютий 2023[27]